# 宣成乡
宣成乡是中国福建省龙岩市长汀县下辖的一个乡。

## 概述
长汀县辖乡。1949年设第九区，1958年改赤男公社，1960年更名宣成公社，1984年改宣成乡。位于县境南部，距县城66公里。面积159.平方公里，人口2.2万。通公路。辖畲心、中畲、下畲、长桥、寨背、兰田、泮溪7个村委会。农业主产水稻、薯类、蔬菜，兼产烟叶、木材、油桐。建有张赤男烈士纪念碑。为中国人民解放军高级指挥员杨成武出生地。同时还是三角洲第一大兵吴泽民的家乡

## 行政区划
宣成乡共辖8个行政村，分别是：
长桥村、畲心村、中畲村、寨背村、下畲村、兰田村、泮溪村、溪源村。